# Atar (Mauritània)
Atar (àrab: أطار, Aṭār) és una ciutat del nord-oest de Mauritània, capital de la regió d'Adrar i del departament d'Atar, i principal establiment de l'altiplà d'Adrar o Adrar Tmar. Disposa d'un petit aeroport, un museu i una mesquita històrica construïda l'any 1674. Algunes vegades ha estat final d'etapa en el Rally anomenat París-Dakar. La seva població estimada és d'uns 30.000 habitants (4.500 el 1950). El departament d'Atar tenia 35.313 habitants el 1988 i 41.645 el 1996.
Darrerament geòlegs russos han descobert un riu subterrani que pot abastir d'aigua a 50.000 persones més que tota la població de la ciutat i la meitat de tota la província.

## Història
Fou fundada el segle xvi o XVII per dissidents de Chinguetti. Segons la tradició cada any els Idau Ali organitzaven a Chingueti una caravana de peregrins i donaven l'imamat dels peregrins a un notable Smàcida, però un any es va trencar la tradició i l'imamat fou confiat a un Ghellaoui; llavors un grup de smàcides va abandonar la ciutat i es va anar a instal·lar prop d'Azougui, que llavors era una ciutat destacada (després va desaparèixer) on fins i tot els portuguesos van tindre una feitoria el segle xv. D'aquest establiment va sorgir Atar que aviat esdevingué un centre comercial dels nòmades i una sortida pels productes del sud marroquí.
Al començament del segle XX Coppolani i el successor el coronel Montané-Capdebosc va estendre la influència francesa al nord del Senegal van veure que calia conquistar l'Adrar que era el centre d'oposició a la colonització. El coronel Gourad va decidir establir les seves forces a Atar, considerada capital d'Adrar i hi va arribar la seva columna després de derrotar a l'emir d'Atar i als que els francesos anomenaren "talibés" del xeic Ma al-Ainin (Ma al-Aynayn) al pas d'Hamdun entrant al ksar el 9 de gener de 1909. El cap dels smàcides, Sidia Ould Sidi Baba va presentar la seva submissió a França. Des d'aquesta data no va parar de guanyar importància. Està unida per carretera i avió amb la capital del país, Dakar i Marroc.